# Флаг Ельни
Флаг Е́льнинского городского поселения Ельнинского района Смоленской области Российской Федерации — опознавательно-правовой знак, служащий официальным символом муниципального образования.
Флаг утверждён 20 августа 2010 года и 29 марта 2011 года внесён в Государственный геральдический регистр Российской Федерации с присвоением регистрационного номера 6717.

## Описание
«Прямоугольное белое полотнище с отношением ширины к длине 2:3, несущее изображение трёх зелёных с чёрными стволами елей, и вдоль нижнего края — зелёную полосу в 1/5 полотнища, при этом ели отчасти расположены на фоне полосы и как бы вырастают из неё».

## Обоснование символики
Флаг разработан на основе герба Ельнинского городского поселения, основой которого является исторический герб города Ельня Смоленского наместничества, Высочайше утверждённый 10 (21) октября 1780 года, описание которого гласит: В верхней части щита герб Смоленский: в серебряном поле черная пушка на золотом лафете, а на пушке райская птица. В нижней — три дерева ели в белом поле, означающия имя сего города.
Восстановление исторического герба города для современного Ельнинского городского поселения подчёркивает историческую, культурную и геральдическую преемственность, неразрывную связь многих поколений жителей города; показывает внимательное отношение ельнинцев к своему наследию.
28 июля 1981 года город Ельня был награждён орденом Отечественной войны I степени. В Указе Президиума Верховного Совета СССР говорилось, что этой награды город удостоен «за мужество и стойкость, проявленные защитниками города в годы Великой Отечественной войны, активное участие трудящихся в партизанском движении и успехи, достигнутые в хозяйственном и культурном строительстве». Орденская лента, которая может крепиться к древку флага, подчёркивает значительные заслуги города.
Белый цвет (серебро) — символ чистоты, совершенства, мира и взаимопонимания.
Зелёный цвет — символ природы, здоровья, молодости, развития.
Чёрный цвет — символ плодородия, скромности, мудрости.